# Ararás
Arará, o termo refere-se a um pequeno grupo de pessoas de Cuba (especialmente nas províncias de Havana e Matanzas) e noutras partes do Caribe, que descendem dos fons, eués, popôs, maís e de outros grupos étnicos de Daomé (atual Benim). Além disso, Arará pode referir-se à música, dança e religião deste grupo de pessoas.

## Origem
A palavra Arará e seus cognatos, Radá (Haiti, Trinidad) e Arrada (Carriacou), são derivados de Aladá, uma cidade no Daomé. Arará cabildos (associações étnicas) foram formadas no século XVII, e continuam existir diferenças culturais regionais entre as comunidades Arará em Cuba que remontam à África (Arará Dajomé, Arará Sabalú e Arará Magino). O nome Sabalú deriva de Savalu, uma cidade ao norte do Daomé, e "Magino" deriva de maís. Escravos provenientes dessas áreas foram levados para outras partes das Américas. Sobrevivendo exemplos da cultura Daomeana (tais como a música e a religião) pode ser encontrado no Haiti, Granadinas e nas cidades brasileiras de São Luis do Maranhão, Salvador, Recife e Porto Alegre.
Haitianos emigrantes começaram a chegar em Cuba no final de 1790 na sequência a revolta dos escravos haitianos de 1791, quando muitos franceses mudaram-se para Cuba, e trouxeram os escravos africanos com eles. Os haitianos trouxeram formas musicais, tais como a tumba francesa e tambores cerimoniais daomeanos. Cuba recebeu uma leva de 300.000 haitianos como refugiados nos últimos tempos.

## Religião
A religião Regla de Arará é semelhante ao Lucumi (nação da Santeria) e Vodu, com alguma sobreposição de canções, deidades e práticas. Todos os três utilizam percussão, música e dança para induzir possessão espiritual. Em Cuba, Arará foi (ofuscado) pelo Lucumi, e sua distinta identidade cultural está agora em risco de assimilação.

## Música
A música Arará é caracterizada por particulares estilos percussivos, incluindo drum, palmas e percussão corporal.
Os instrumentos incluem o ogã (um sino de ferro que no Brasil é chamado de Gã ou agogô), que pode ser substituído por um guataca (lâmina de enxada), Cachimbo (tambor menor, volume do som elevado), Mula (tambor médio), e Caja (tambor maior, volume do som baixo). Os tambores são cabeça-única e fechados no fundo, sintonizado com pinos. Outros nomes para estes tambores são também usados em algumas partes de República Dominicana, como hungan para o Caja. O líder é tocado com um vareta e uma mão, enquanto os outros são tocados com pares de varetas por tocadores sentados.